# Guerres des mousquets
Les guerres des mousquets sont une succession de batailles entre plusieurs iwi maori néo-zélandais, ayant lieu au début du XIXe siècle. Surtout déroulés sur l'île du Nord, ces conflits furent directement influencés par l'acquisition de mousquets par les Maori. Les iwi du nord, dont les rivaux Ngapuhi et Ngati Whatua (en), furent les premiers à obtenir des armes à feu, s'infligeant de lourds dommages les uns aux autres ainsi que sur les iwi voisins, certains de ceux-ci n'ayant jamais vu d'arme à feu.
Cependant la première bataille avec mousquets, qui semble avoir lieu en 1807 à Moremonui (en) (près de Maunganui, entre les baies de Hokianga et Kaipara (en)) se conclut par la défaite d'un groupe de guerriers Ngapuhi équipé de mousquets. Vulnérables pendant le temps qu'ils rechargeaient ceux-ci, des Ngati Whatua les vainquent avec leurs armes traditionnelles. Hongi Hika, qui ménera plus tard des raids ngapuhi sur grande partie de l'île du Nord, a vu deux de ses frères tués pendant cette bataille.
Avec le temps, tous les iwi obtinrent des mousquets en commerçant, et le conflit aboutit à une impasse après avoir décimé la population de certains iwi et avoir drastiquement changé les frontières entre iwi. Ces nouvelles frontières seront fixées plus tard à la signature du traité de Waitangi. Il y eut au moins 20 000 morts dans ce conflit. Certains parlent de 40 000 et de génocide.
Les guerres donnent aux Maori de l'expérience en luttant contre et en se défendant avec des armes à feu. Une innovation importante issue de ces batailles est la pa des guerriers à arme à feu ; elle était conçue pour être défendue avec des armes à longue portée et pour offrir à ses défendeurs une protection contre les armes à feu de l'ennemi. Ce type de pa sera plus répandue et utilisée plus tard pendant les guerres maories (appelé aussi guerres néo-zélandaises : New Zealand Land Wars). Cette expérience en combat à arme à feu explique également pourquoi les Maori se sont mieux défendus contre les Britanniques que d'autres peuples autochtones des autres colonies de l'Empire britannique.

## Les Mokomokai

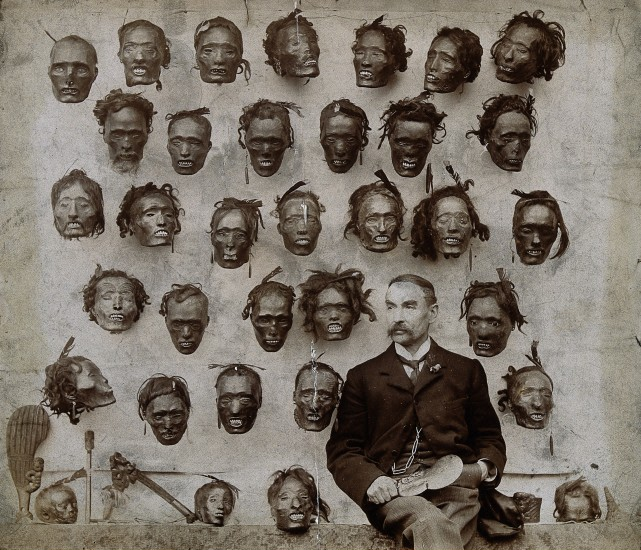
H. G. Robley un collectionneur avec sa collection de mokomokai.

C'est au cours de cette période de la déstabilisation sociale que les mokomokai devinrent des objets de commerce qui pouvaient facilement être vendus comme des œuvres d'art et des spécimens de musée. Les prix élevés auxquels elles étaient ensuite vendues en Europe et en Amérique permettaient de les échanger contre des armes à feu et des munitions.
La demande pour les armes à feu était telle que les tribus effectuaient des raids chez leurs voisins pour voler leurs mokomokai à des fins commerciales. Certains tatouèrent aussi des esclaves et des prisonniers (mais avec des motifs insignifiants à la place des véritables moko) afin de satisfaire des commandes. L'âge d'or du commerce de mokomokai eut lieu entre 1820 et 1831.

## Dans la culture populaire
Ces guerres sont souvent citées dans le livre De l'inégalité parmi les sociétés de Jared Diamond.